# Hausorden der Rautenkrone
Der Hausorden der Rautenkrone ist ein durch König Friedrich August I. von Sachsen im Jahr 1807 gestifteter Orden.

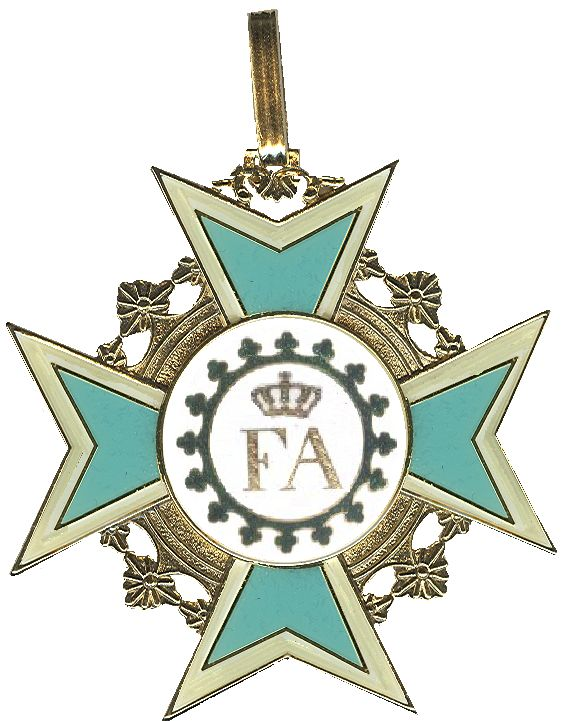
Orden der Rautenkrone, Avers

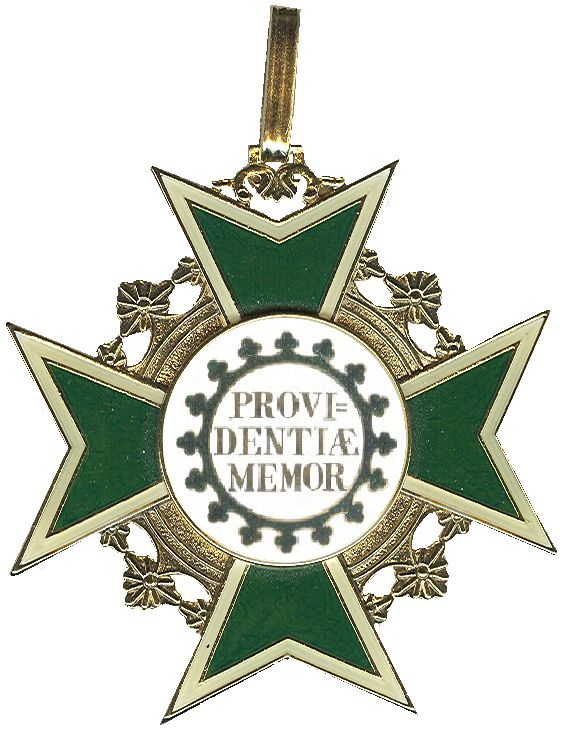
Revers

## Stiftung des Ordens
Der erste sächsische König Friedrich August I. konnte zu Beginn seiner Regentschaft nur den Militär-St. Heinrichs-Orden verleihen, der aber dem Militär vorbehalten war. Deshalb stiftete er am 20. Juli 1807, im ersten Jahr seiner Regierung als König, den Orden der grünen oder Rautenkrone, um auch verdienstvolle Staatsleute auszeichnen zu können. Die Stiftung erfolgte, als Kaiser Napoleon nach Abschluss des Friedensvertrages von Tilsit dem König von Sachsen einen Besuch abstattete.

## Namensherkunft
Der Name des Ordens lenkt das Augenmerk auf das Wappen des Herzogtums Sachsen (und später der Wettiner), das seit etwa 1260 in von Schwarz und Gold geteiltem Feld einen schrägrechten grünen Rautenkranz zeigt.

## Ordenszeichen

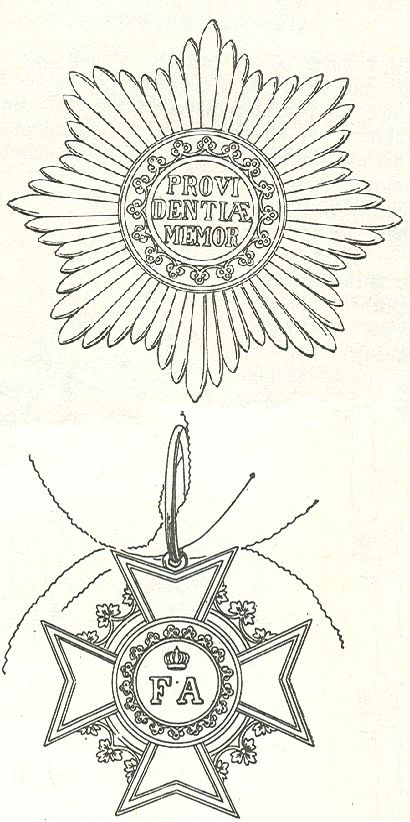
Stern und Kreuz

Das Ordenszeichen besteht aus einem goldenen, grünemaillierten Johanniterkreuz, mit weißer, goldgeränderter Einfassung. In den Winkeln zeigen sich Teile des Rautenkreuzes in Gold. Auf dem Kreuz befindet sich ein von einem grünen Rautenkreuz umgebenes Medaillon. In seiner Mitte sind auf silbernem Grund die von einer Krone überhöhten goldenen Chiffren F A (Friedrich August) zu sehen. Die Rückseite des Ordens zeigt in dem Medaillon die Ordensdevise PROVIDENTIAE MEMOR (Der Vorsehung eingedenk). Diese Devise soll das Andenken an die Huld der Vorsehung wachhalten, die diese während der napoleonischen Kriege dem sächsischen Lande hatte angedeihen lassen.
Das Ordensband ist grasgrün, und das Ordenszeichen wird von der rechten Schulter zur linken Hüfte getragen. Der Orden hat nur eine Klasse.

## Verleihungszahlen
Der Hausorden der Rautenkrone wurde bis zum Ende der Monarchie in Sachsen sehr sparsam verliehen. Die Zahl der lebenden Ritter war auf 24 beschränkt. Davon ausgenommen waren die königlichen Prinzen und Neffen des regierenden Königs, denen das Ordenszeichen bereits in die Wiege gelegt wurde, sowie gekrönte Häupter und Fürsten aus souveränen Häusern.
| König                 | Regierungszeit | Verleihungen |
| --------------------- | -------------- | ------------ |
| Friedrich August I.   | 1806–1827      | 78           |
| Anton                 | 1827–1836      | 26           |
| Friedrich August II.  | 1836–1854      | 57           |
| Johann                | 1854–1873      | 68           |
| Albert                | 1873–1902      | 24           |
| Georg                 | 1902–1904      | 13           |
| Friedrich August III. | 1904–1918      | 66           |

Obwohl in den Statuten nicht vorgesehen, wurde der Orden zweimal mit Brillanten verliehen. Empfänger waren 1859 der portugiesische Staatsminister de Loulé und 1885 Reichskanzler Otto von Bismarck.
Die Ordenszeichen waren nach dem Tod des Ritters rückgabepflichtig.